# Lekkoatletyka na Letnich Igrzyskach Olimpijskich 1928
Lekkoatletyka na Letnich Igrzyskach Olimpijskich 1928 w Amsterdamie rozgrywana była na Stadionie Olimpijskim. Przeprowadzono 27 konkurencji; po raz pierwszy w lekkoatletyce wystartowały kobiety. Pierwsze złoto w historii startów Polaków na igrzyskach zdobyła Halina Konopacka.

## Medaliści

### Mężczyźni

#### Bieg na 100 m
| Lp. | Państwo          | Zawodnik       | Wynik  |
| --- | ---------------- | -------------- | ------ |
| 1   | Kanada           | Percy Williams | 10,8 s |
| 2   | Wielka Brytania  | Jack London    | 10,9 s |
| 3   | Rzesza Niemiecka | Georg Lammers  | 10,9 s |

#### Bieg na 200 m
| Lp. | Państwo          | Zawodnik        | Wynik  |
| --- | ---------------- | --------------- | ------ |
| 1   | Kanada           | Percy Williams  | 21,8 s |
| 2   | Wielka Brytania  | Walter Rangeley | 21,9 s |
| 3   | Rzesza Niemiecka | Helmut Körnig   | 21,9 s |

#### Bieg na 400 m
| Lp. | Państwo           | Zawodnik        | Wynik  |
| --- | ----------------- | --------------- | ------ |
| 1   | Stany Zjednoczone | Ray Barbuti     | 47,8 s |
| 2   | Kanada            | James Ball      | 48,0 s |
| 3   | Rzesza Niemiecka  | Joachim Büchner | 48,2 s |

#### Bieg na 800 m
| Lp. | Państwo          | Zawodnik          | Wynik     |
| --- | ---------------- | ----------------- | --------- |
| 1   | Wielka Brytania  | Douglas Lowe      | 1:51,8 RO |
| 2   | Szwecja          | Erik Byléhn       | 1:52,8    |
| 3   | Rzesza Niemiecka | Hermann Engelhard | 1:53,2    |

#### Bieg na 1500 m
| Lp. | Państwo   | Zawodnik         | Wynik     |
| --- | --------- | ---------------- | --------- |
| 1   | Finlandia | Harri Larva      | 3:53,2 RO |
| 2   | Francja   | Jules Ladoumègue | 3:53,8    |
| 3   | Finlandia | Eino Purje       | 3:56,4    |

#### Bieg na 5000 m
| Lp. | Państwo   | Zawodnik     | Wynik   |
| --- | --------- | ------------ | ------- |
| 1   | Finlandia | Ville Ritola | 14:38,0 |
| 2   | Finlandia | Paavo Nurmi  | 14:40,0 |
| 3   | Szwecja   | Edvin Wide   | 14:41,2 |

#### Bieg na 10 000 m
| Lp. | Państwo   | Zawodnik     | Wynik      |
| --- | --------- | ------------ | ---------- |
| 1   | Finlandia | Paavo Nurmi  | 30:18,8 RO |
| 2   | Finlandia | Ville Ritola | 30:19,4    |
| 3   | Szwecja   | Edvin Wide   | 31:00,8    |

#### Maraton
| Lp. | Państwo   | Zawodnik          | Wynik   |
| --- | --------- | ----------------- | ------- |
| 1   | Francja   | Boughera El Ouafi | 2:32:57 |
| 2   | Chile     | Manuel Plaza      | 2:33:23 |
| 3   | Finlandia | Martti Marttelin  | 2:35:02 |

#### Bieg na 110 m przez płotki
| Lp. | Państwo           | Zawodnik        | Wynik  |
| --- | ----------------- | --------------- | ------ |
| 1   | Południowa Afryka | Sidney Atkinson | 14,8 s |
| 2   | Stany Zjednoczone | Steve Anderson  | 14,8 s |
| 3   | Stany Zjednoczone | John Collier    | 14,9 s |

#### Bieg na 400 m przez płotki
| Lp. | Państwo           | Zawodnik       | Wynik  |
| --- | ----------------- | -------------- | ------ |
| 1   | Wielka Brytania   | David Burghley | 53,4 s |
| 2   | Stany Zjednoczone | Frank Cuhel    | 53,6 s |
| 3   | Stany Zjednoczone | Morgan Taylor  | 53,6   |

#### Bieg na 3000 m z przeszkodami
| Lp. | Państwo   | Zawodnik      | Wynik     |
| --- | --------- | ------------- | --------- |
| 1   | Finlandia | Toivo Loukola | 9:21,8 RŚ |
| 2   | Finlandia | Paavo Nurmi   | 9:31,2    |
| 3   | Finlandia | Ove Andersen  | 9:35,6    |

#### Sztafeta 4×100m
| Lp. | Państwo           | Zawodnicy                                               | Wynik      |
| --- | ----------------- | ------------------------------------------------------- | ---------- |
| 1   | Stany Zjednoczone | Frank Wykoff James Quinn Charles Borah Henry Russell    | 41,0 s =RŚ |
| 2   | Rzesza Niemiecka  | Georg Lammers Richard Corts Hubert Houben Helmut Körnig | 41,2 s     |
| 3   | Wielka Brytania   | Cyril Gill Edward Smouha Walter Rangeley Jack London    | 41,8 s     |

#### Sztafeta 4×400m
| Lp. | Państwo           | Zawodnicy                                                       | Wynik     |
| --- | ----------------- | --------------------------------------------------------------- | --------- |
| 1   | Stany Zjednoczone | George Baird Emerson Spencer Fred Alderman Ray Barbuti          | 3:14,2 RO |
| 2   | Rzesza Niemiecka  | Otto Neumann Richard Krebs Harry Werner Storz Hermann Engelhard | 3:14,8    |
| 3   | Kanada            | Alex Wilson Phil Edwards Stanley Glover James Ball              | 3:15,4    |

#### Skok wzwyż
| Lp. | Państwo           | Zawodnik        | Wynik  |
| --- | ----------------- | --------------- | ------ |
| 1   | Stany Zjednoczone | Robert King     | 1,94 m |
| 2   | Stany Zjednoczone | Benjamin Hedges | 1,91 m |
| 3   | Francja           | Claude Ménard   | 1,91 m |

#### Skok o tyczce
| Lp. | Państwo           | Zawodnik             | Wynik     |
| --- | ----------------- | -------------------- | --------- |
| 1   | Stany Zjednoczone | Sabin Carr           | 4,20 m RO |
| 2   | Stany Zjednoczone | William Droegemuller | 4,10 m    |
| 3   | Stany Zjednoczone | Charles McGinnis     | 3,95 m    |

#### Skok w dal
| Lp. | Państwo           | Zawodnik     | Wynik  |
| --- | ----------------- | ------------ | ------ |
| 1   | Stany Zjednoczone | Ed Hamm      | 7,73 m |
| 2   | Haiti             | Sylvio Cator | 7,58 m |
| 3   | Stany Zjednoczone | Alfred Bates | 7,40 m |

#### Trójskok
| Lp. | Państwo           | Zawodnik     | Wynik   |
| --- | ----------------- | ------------ | ------- |
| 1   | Japonia           | Mikio Oda    | 15,21 m |
| 2   | Stany Zjednoczone | Levi Casey   | 15,17 m |
| 3   | Finlandia         | Vilho Tuulos | 15,11 m |

#### Pchnięcie kulą
| Lp. | Państwo           | Zawodnik        | Wynik      |
| --- | ----------------- | --------------- | ---------- |
| 1   | Stany Zjednoczone | John Kuck       | 15,87 m RŚ |
| 2   | Stany Zjednoczone | Herman Brix     | 15,75 m    |
| 3   | Rzesza Niemiecka  | Emil Hirschfeld | 15,72 m    |

#### Rzut dyskiem
| Lp. | Państwo           | Zawodnik        | Wynik      |
| --- | ----------------- | --------------- | ---------- |
| 1   | Stany Zjednoczone | Clarence Houser | 47,32 m RO |
| 2   | Finlandia         | Antero Kivi     | 47,23 m    |
| 3   | Stany Zjednoczone | James Corson    | 47,10 m    |

#### Rzut młotem
| Lp. | Państwo           | Zawodnik        | Wynik   |
| --- | ----------------- | --------------- | ------- |
| 1   | Irlandia          | Pat O’Callaghan | 51,39 m |
| 2   | Szwecja           | Ossian Skiöld   | 51,29 m |
| 3   | Stany Zjednoczone | Edmund Black    | 49,03 m |

#### Rzut oszczepem
| Lp. | Państwo  | Zawodnik       | Wynik   |
| --- | -------- | -------------- | ------- |
| 1   | Szwecja  | Erik Lundqvist | 66,60 m |
| 2   | Węgry    | Béla Szepes    | 65,26 m |
| 3   | Norwegia | Olav Sunde     | 63,97 m |

#### Dziesięciobój
| Lp. | Państwo           | Zawodnik         | Wynik   |
| --- | ----------------- | ---------------- | ------- |
| 1   | Finlandia         | Paavo Yrjölä     | 6587 RO |
| 2   | Finlandia         | Akilles Järvinen | 6645    |
| 3   | Stany Zjednoczone | Ken Doherty      | 6428    |

### Kobiety

#### Bieg na 100 m
| Lp. | Państwo           | Zawodniczka     | Wynik      |
| --- | ----------------- | --------------- | ---------- |
| 1   | Stany Zjednoczone | Betty Robinson  | 12,2 s =RŚ |
| 2   | Kanada            | Fanny Rosenfeld | 12,3 s     |
| 3   | Kanada            | Ethel Smith     | 12,3 s     |

#### Bieg na 800 m
| Lp. | Państwo          | Zawodniczka  | Wynik     |
| --- | ---------------- | ------------ | --------- |
| 1   | Rzesza Niemiecka | Lina Radke   | 2:16,8 RŚ |
| 2   | Japonia          | Kinue Hitomi | 2:17,6    |
| 3   | Szwecja          | Inga Gentzel | 2:17,8    |

#### Sztafeta 4×100m
| Lp. | Państwo           | Zawodniczki                                              | Wynik     |
| --- | ----------------- | -------------------------------------------------------- | --------- |
| 1   | Kanada            | Fanny Rosenfeld Ethel Smith Florence Bell Myrtle Cook    | 48,4 s RO |
| 2   | Stany Zjednoczone | Mary Washburn Jessie Cross Loretta McNeil Betty Robinson | 48,8 s    |
| 3   | Rzesza Niemiecka  | Rosa Kellner Helene Schmidt Anni Holdmann Helene Junker  | 49,0 s    |

#### Skok wzwyż
| Lp. | Państwo           | Zawodniczka      | Wynik      |
| --- | ----------------- | ---------------- | ---------- |
| 1   | Kanada            | Ethel Catherwood | 1,595 m RŚ |
| 2   | Holandia          | Lien Gisolf      | 1,56 m     |
| 3   | Stany Zjednoczone | Mildred Wiley    | 1,56 m     |

#### Rzut dyskiem
| Lp. | Państwo           | Zawodniczka      | Wynik      |
| --- | ----------------- | ---------------- | ---------- |
| 1   | Polska            | Halina Konopacka | 39,62 m RŚ |
| 2   | Stany Zjednoczone | Lillian Copeland | 37,08 m    |
| 3   | Szwecja           | Ruth Svedberg    | 35,92 m    |

## Kraje uczestniczące
W zawodach wzięło udział 706 lekkoatletów z 40 krajów:
| - Argentyna - Australia - Austria - Belgia - Chile - Czechosłowacja - Dania - Estonia - Filipiny - Finlandia - Francja - Grecja - Haiti | - Hiszpania - Holandia - Indie Brytyjskie - Irlandia - Japonia - Królestwo SHS - Kanada - Kuba - Litwa - Luksemburg - Łotwa - Meksyk - Monako | - Niemcy - Norwegia - Nowa Zelandia - Polska - Portugalia - Rumunia - Stany Zjednoczone - Szwajcaria - Szwecja - Turcja - Węgry - Wielka Brytania - Włochy - Południowa Afryka |

## Klasyfikacja medalowa
| Lp. | Państwo             |   |   |   | Razem |
| --- | ------------------- | - | - | - | ----- |
| 1.  | Stany Zjednoczone   | 9 | 8 | 8 | 25    |
| 2.  | Finlandia           | 5 | 5 | 4 | 14    |
| 3.  | Kanada              | 4 | 2 | 2 | 8     |
| 4.  | Wielka Brytania     | 2 | 2 | 1 | 5     |
| 5.  | Republika Weimarska | 1 | 2 | 6 | 9     |
| 6.  | Szwecja             | 1 | 2 | 4 | 7     |
| 7.  | Francja             | 1 | 1 | 1 | 3     |
| 8.  | Japonia             | 1 | 1 | 0 | 2     |
| 9.  | Irlandia            | 1 | 0 | 0 | 1     |
| 9.  | Polska              | 1 | 0 | 0 | 1     |
| 9.  | Południowa Afryka   | 1 | 0 | 0 | 1     |
| 12. | Chile               | 0 | 1 | 0 | 1     |
| 12. | Haiti               | 0 | 1 | 0 | 1     |
| 12. | Holandia            | 0 | 1 | 0 | 1     |
| 12. | Węgry               | 0 | 1 | 0 | 1     |
| 16. | Norwegia            | 0 | 0 | 1 | 1     |